# Comuna Remezivți, Zolociv
Remezivți (în ucraineană Ремезівці) este o comună în raionul Zolociv, regiunea Liov, Ucraina, formată din satele Pidhirea și Remezivți (reședința).

## Demografie
Componența lingvistică a comunei Remezivți
     Ucraineană (100%)
Conform recensământului din 2001, toată populația comunei Remezivți era vorbitoare de ucraineană (100%).